# Anopheles natalensis
Anopheles natalensis este o specie de țânțari din genul Anopheles. A fost descrisă pentru prima dată de Hill și Haydon în anul 1907. Conform Catalogue of Life specia Anopheles natalensis nu are subspecii cunoscute.